# Hillbilly Herald
Hillbilly Herald ist eine US-amerikanische Rockband, die auch der Sleaze-Szene zugeordnet werden kann.

## Geschichte
Jimmy Herald zog 2008 aus seiner Heimat Austin nach Los Angeles. Hier traf er seinen früheren Arbeitskollegen Mark Hill. Beide hielten gemeinsame Jam-Sessions ab. Im selben Jahr begegnete Herald durch Zufall in einer Bar dem Musiker Slash, der Herald ermutigte eine eigene Band zu gründen, was zur Formierung der Band Hillbilly Herald führte. Slash ist bis heute Fan der Formation. Das Startkapital für Video- und CD-Produktion besorgte sich die Band über Kickstarter.
Neben Slash erfuhr die Band noch weitere Hilfe aus dem Umfeld von Guns n’ Roses: Vicky Hamilton kümmerte sich um das Management und Tourprogramm der Band nach deren Gründungsphase. So konnten Hillbilly Herald als Vorgruppe von Slash und Steel Panther auftreten und sich einem breiten Publikum vorstellen. Dabei machte die Combo durch ihre engagierten Bühnenshow bei den Liveauftritte von sich reden und Tourten dann auch mehrfach solo durch die USA.

## Diskografie

### Alben
- 2009: Hillbilly Herald

### EPs
- 2013: Sunday’s Best

### Singles
- 2010: Greedy Me
- 2013: Shame on Me